# Informationstechnische Gesellschaft
Die Informationstechnische Gesellschaft (ITG) wurde 1954 unter dem Namen Nachrichtentechnische Gesellschaft (NTG) als Fachgesellschaft des VDE (Verband der Elektrotechnik, Elektronik, Informationstechnik) gegründet und ist damit die älteste Fachgesellschaft im VDE. Sie hat derzeit rund 7.000 persönliche Mitglieder.
Die ITG ist der technisch wissenschaftliche Verband der in der Informationstechnik tätigen Wissenschaftler und Ingenieure. Sie bildet für den umfassenden Bereich der Informationstechnik die Plattform zum Austausch wissenschaftlicher Erkenntnisse und fördert damit die Verbreitung des informationstechnischen Wissens.
Zu diesem Zweck veranstaltet sie internationale und nationale Fachtagungen, Workshops und Diskussionssitzungen, erarbeitet Richtlinien und Empfehlungen und fördert wissenschaftliche Publikationen. Eine wichtige Aufgabe ist auch die Mitarbeit an Forschungs- und Entwicklungsprojekten sowie die  Zusammenarbeit mit europäischen und außereuropäischen Fachgesellschaften.
Neben technisch-wissenschaftlichen Fachthemen werden in der ITG auch Fragen der Technikgestaltung, der gesellschaftlichen Akzeptanz von Technik und Anwendungen sowie der wissenschaftlichen Ausbildung des Nachwuchses bearbeitet.

## Fachbereiche
Entsprechend ihrem breit gefächerten Arbeitsgebiet gliedert sich die ITG in 7 Fachbereiche:
- Dienste und Anwendungen
- Medientechnik
- Audiotechnik
- Kommunikationstechnik
- Technische Informatik
- Hochfrequenztechnik
- Mikro- und Nanoelektronik

Jeder Fachbereich umfasst mehrere Fachausschüsse, die jeweils zur Bearbeitung spezieller Themen Fachgruppen bilden. Derzeit arbeiten in den Ausschüssen und Fachgruppen über 1200 Mitglieder.

## Preise und Auszeichnungen
Die ITG verleiht Preise für herausragende wissenschaftliche Leistungen:
- Preis der ITG – für herausragende wissenschaftliche Veröffentlichungen von ITG Nachwuchswissenschaftlern (jährlich)
- ITG-Förderpreis – für herausragende Dissertationen aus dem Bereich der Informationstechnik (jährlich)
- Johann-Philipp-Reis-Preis – für eine bedeutende nachrichtentechnische Neuerung, die Auswirkung auf die Volkswirtschaft hat (alle zwei Jahre)
- Wissenschaftspreis der Informations- und Kommunikationstechnik der ITG für eine herausragende technisch wissenschaftliche Gesamtleistung auf dem Gebiet der Informationstechnik (ab 2018 alle zwei Jahre)
  - 2014 Joachim Hagenauer
  - 2018 Gerhard M. Sessler

- bis 2014 wurde der Karl-Küpfmüller-Preis der ITG verliehen. Preisträger des Karl-Küpfmüller-Preis sind:
  - 1984 Hans Marko
  - 1988 Alfred Fettweis
  - 1992 Hans Wilhelm Schüßler
  - 1996 Gerhard Wunsch
  - 2000 Hans-Georg Musmann
  - 2004 Kurt Antreich
  - 2008 Hermann Rohling

## Fachberichte und Fachzeitschriften
Die in den ITG-Fachgremien erarbeiteten Ergebnisse werden in den ITG-News, in den ITG-Fachberichten sowie in Positionspapieren und Studien veröffentlicht.